# Tampere
Tampere (Zweeds: Tammerfors), uitgesproken met de klemtoon op de eerste lettergreep, is een stad in het zuidwesten van Finland. Met 249.009 inwoners (2022) is Tampere de op twee na grootste gemeente van Finland, na de hoofdstad Helsinki en Espoo. De agglomeratie Tampere geldt echter in alle opzichten als de tweede stedelijke regio van Finland (na Groot-Helsinki). Daarnaast is Tampere de grootste niet aan zee gelegen stad in de Noordse landen. Het was de eerste stad in Finland met elektrische verlichting. 
Al sinds de 11e eeuw is Tampere een belangrijk handelscentrum, maar de stad is groot geworden door de textielindustrie. De textiel- en andere traditionele industrie is inmiddels uit de stad verdwenen. Vandaag de dag vormen metaalindustrie en elektrotechniek de belangrijkste industriële sectoren; ook is de stad een centrum van allerlei vormen van dienstverlening. Tampere heeft een algemene universiteit (Universiteit Tampere) en een technische universiteit en telt daardoor een van de grootste studentenpopulaties van Finland.

## Geschiedenis
Hoewel Tampere al sinds de 11e eeuw een belangrijke handelspost was, kreeg de stad pas aanzien en een stadsstatus toen koning Gustaaf III van Zweden de plek in 1779 aanwees om een industrieel centrum te vestigen. Dit omdat de stroomversnelling in de Tammerkoski, een kanaal van watervallen tussen de meren Näsijärvi en Pyhäjärvi, waartussen Tampere is gelegen, voor goedkope energie zorgde.
In het oude centrum ligt de wijk Finlayson, genoemd naar de Schotse ingenieur James Finlayson die hier in 1820 een katoenfabriek stichtte, waarna de textielindustrie enorm snel opkwam. Dit bezorgde Tampere de bijnaam het Manchester van Finland. De stad groeide in zeer korte tijd uit tot een grote stad met vele fabrieken, een eigen school, een eigen ziekenhuis, een eigen politiekorps en een eigen munteenheid.
Tampere bezat lange tijd een grote arbeiderspopulatie. Eind 19e eeuw bevond bijna de helft van Finlands industriële werkkrachten zich in de stad. De socialistische en communistische aanhang was er groot. In 1918 werden in Tampere de laatste stellingen van de Finse Bolsjewieken verslagen. Na de Tweede Wereldoorlog groeide Tampere uit tot een levendig en veelzijdig centrum.

## Bezienswaardigheden

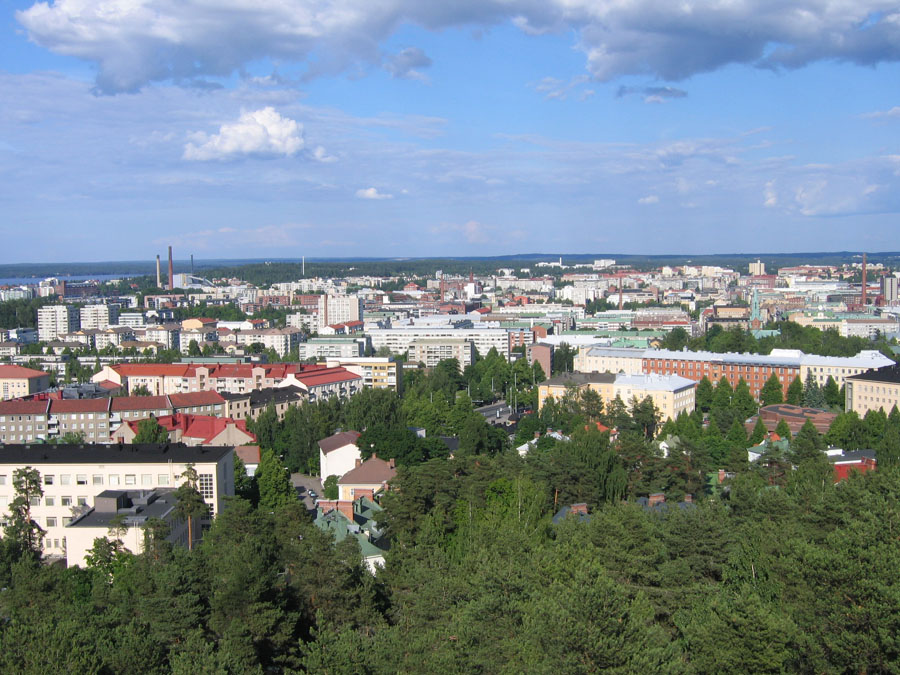
Uitzicht over Tampere

- De Domkerk, van 1902 tot 1907 gebouwd onder leiding van architect Lars Sonck, met fresco's van Magnus Enckell en Hugo Simberg.
- Särkänniemi, een pretpark met onder andere meer dan 30 attracties, een dolfinarium, een planetarium, een aquarium en de 130 meter hoge Näsinneula, de één na hoogste uitkijktoren van Scandinavië.
- De uitkijktoren in de wijk Pyynikki, die met 26 meter hoogte uitzicht biedt op Tampere en de meren Näsijärvi en Pyäjärvi.

### Musea
- Het gratis toegankelijke Finse arbeidsmuseum Werstas met de originele Finlayson-stoommachine en een expositie over de wijk Finlayson, met de optie om een wandeling te maken over de daken van gebouwen aldaar.
- Vapriikki, een groot museumcomplex waarin zich 7 musea bevinden.
- Het Leninmuseum, sinds 2025 Nootti.
- Het Moeminmuseum.
- Het Spionagemuseum.

## Sport
Tampere kent meerdere voetbalclubs. Tampere United speelt haar wedstrijden in het Ratina Stadion. In het Tammela Stadion spelen FC Ilves en TPV Tampere.
De Tampereen jäähalli is het ijshockeystadion van Tampere. De veelvoudig landskampioenen Ilves en Tappara delen dit stadion. Tampere was in 1965, 1982, 1991, 1997, 2003, 2022 en 2023 speelstad bij het WK ijshockey.
In Tampere is in 1927 het WK schaatsen allround voor mannen en in 1939 het WK schaatsen allround voor vrouwen georganiseerd. Beide kampioenschappen vonden plaats op natuurijs.

## Geboren
- Erika Vikman (1993), zangeres
- Eliano Reijnders (2000), Nederlands-Indonesisch voetballer

## Stedenbanden
- Brașov (Roemenië)
- Chemnitz (Duitsland)
- Essen (Duitsland)
- Guangzhou (China)
- Kaunas, (Litouwen)
- Kiev, (Oekraïne)
- Klaksvík, (Faeröer)
- Kópavogur, (IJsland)
- León (Nicaragua)
- Linz, (Oostenrijk)
- Łódź (Polen)
- Norrköping, (Zweden)
- Miskolc (Hongarije)
- Mwanza (Tanzania)
- Nischni Nowgorod (Rusland)
- Odense (Denemarken)
- Olomouc (Tsjechië)
- Syracuse (Verenigde Staten)
- Tartu (Estland), sinds 1990
- Trondheim (Noorwegen)